# Suivi de charge
Le suivi de charge est, dans le domaine de la production d'électricité, la pratique qui consiste à faire varier la puissance de fonctionnement d'une centrale de façon à l'adapter aux variations de la demande des consommateurs : la centrale « suit » la charge, c'est-à-dire l'appel de puissance causé par la demande.
Les centrales qui ont la capacité d'effectuer des suivis de charge sont dites pilotables, c'est-à-dire modulables ou dispatchables. Le centre de contrôle qui pilote ces centrales pour réaliser l'ajustement offre-demande d'électricité est appelé dispatching.

## Centrales pilotables

Courbe de charge d'un jour de semaine en automne en Allemagne. Bleu : centrales au fil de l'eau, jaune : nucléaire, brun : lignite, noir : charbon, vert : gaz, rose : pompage, mauve : turbinage. Éolien et solaire, sont classeés avec le fil de l'eau.

Courbe de charge d'un samedi d'été en France.

Les centrales dispatchables sont celles qui ont le plus de souplesse de fonctionnement et qui ont des coûts fixes faibles et alliés à des coûts variables élevés :
- centrales hydroélectriques de lac (c'est-à-dire dotées d'un réservoir) ;
- turbines à combustion ;
- cycles combinés gaz.

Le type de centrale qui apporte la contribution la plus précieuse à l'ajustement offre-demande d'électricité est la centrale de pompage-turbinage, qui consomme de l'électricité en heures creuses pour remonter de l'eau d'un bassin inférieur vers un bassin supérieur et turbine cette eau en heures pleines pour produire de l'électricité au moment où elle a le plus de valeur.
Les caractéristiques de flexibilité des centrales à gaz ressortent du tableau suivant tiré d'une étude publiée en 2012 :
| Type de centrale   | Durée de démarrage | Variation maximale en 30 secondes | Taux maximal de montée en puissance |
| ------------------ | ------------------ | --------------------------------- | ----------------------------------- |
| Turbine à gaz      | 10-20 min          | 20-30 %                           | 20 % / min                          |
| Cycle combiné gaz  | 30-60 min          | 10-20 %                           | 5-10 % / min                        |
| Centrale à charbon | 1-10 heures        | 5-10 %                            | 1-5 % / min                         |
| Centrale nucléaire | 2 h à 2 jours      | jusqu'à 5 %                       | 1-5 % / min                         |

## Centrales non pilotables
Les centrales dont la production est fatale, c'est-à-dire non maîtrisable car provenant d'une source naturelle dont elle subit les fluctuations, ne peuvent pas participer à l'ajustement offre-demande d'électricité. Il s'agit de :
- centrales hydroélectriques au fil de l'eau (c'est-à-dire sans réservoir) ;
- éoliennes ;
- solaire (sauf les centrales solaires thermodynamiques qui disposent d'un stockage de sels fondus leur permettant de poursuivre leur production après le coucher du soleil).

## Cas des centrales nucléaires
La plupart des centrales nucléaires actuellement en exploitation ont été conçues de manière à disposer de solides capacités de fonctionnement en régime flexible.
Traditionnellement, les centrales nucléaires sont considérées comme des sources d’électricité vouées à fonctionner en régime de base car elles ont des coûts fixes élevés et des coûts variables faibles. Leur exploitant a donc intérêt à les faire fonctionner en permanence à pleine puissance. Au début de l’ère nucléaire, la part de l’énergie nucléaire dans le bouquet énergétique global était faible et les ajustements de la charge électrique en réponse aux variations de la demande pouvaient être réalisés par d'autres moyens de production, principalement des centrales à gaz (à coûts fixes faibles et à coûts variables élevés).
Toutefois, dans certains pays, la part de l’énergie nucléaire dans le bouquet énergétique est devenue si importante que les électriciens ont dû mettre en œuvre ou améliorer les capacités de fonctionnement en régime flexible de leurs centrales. C’est le cas en France, où plus de 75 % de l’électricité est d'origine nucléaires et où certains réacteurs nucléaires fonctionnent en mode de suivi de charge.
Un autre facteur plus récent d’incitation au suivi de charge dans les centrales nucléaires est le déploiement à grande échelle de sources d’électricité intermittentes telles que l’éolien. Au cours des années 2000, les marchés allemands de l’énergie ont été confrontés pendant plusieurs heures à des prix d’électricité négatifs et, pendant des durées bien plus importantes, à des tarifs inférieurs aux coûts variables des centrales nucléaires, qui sont les plus bas parmi les sources majeures d’électricité. Plusieurs électriciens allemands ont donc commencé à faire fonctionner leurs centrales nucléaires en mode de suivi de charge.
Ce suivi de charge s'effectue à plusieurs niveaux :
- les centrales nucléaires participent au réglage de fréquence primaire, qui consiste à surveiller la fréquence sur le réseau et à adapter automatiquement leur production pour maintenir cette fréquence stable ; dans les centrales françaises, les modulations de puissance correspondantes ne dépassent pas ±2 % de la puissance nominale[3] ;
- le réglage secondaire opère sur des périodes plus longues (de plusieurs secondes à plusieurs minutes) et restaure la fréquence exacte en calculant un écart de fréquence moyen sur une période donnée ; à cet effet, l’opérateur du réseau envoie un signal numérique à la centrale pour modifier son niveau de puissance dans les limites de ±5 % ;
- certaines centrales nucléaires en France ont été conçues et fonctionnent de telle sorte qu’elles modifient quotidiennement leur production électrique de plusieurs dizaines de points de pourcentage par rapport à la puissance nominale ; elles suivent un programme de charge variable, avec un ou deux changements de puissance importants par jour[2].

En 2016, EDF adapte son parc nucléaire aux variations de production qu’entraîne l’arrivée des énergies solaire et éolienne sur le réseau électrique. Les réacteurs sont déjà capables de faire varier leur puissance de 80 % à la hausse ou à la baisse en l’espace de trente minutes, et EDF forme ses équipes de conduite pour qu’à chaque instant, deux tiers des réacteurs soient capables de manœuvrer, contre un réacteur sur deux auparavant. À moyen terme, cela peut contribuer à chasser l’électricité à base de combustible fossile, la plus chère en coût marginal et donc la moins souvent appelée sur le réseau. De plus, en cas d’arrêt complet, un réacteur met plus de temps à redémarrer ; la manœuvrabilité accrue permet donc de limiter les pertes de production.

## Mécanisme d’ajustement
En France, l'opérateur du réseau de transport RTE est chargé d'assurer l'ajustement offre-demande d'électricité grâce au mécanisme d’ajustement : pour rétablir l'équilibre entre l'offre et la demande lors d'aléas de grande ampleur (au-delà des ajustements automatiques effectués par les réglages primaire et secondaire), RTE doit disposer en temps réel d'une réserve d'énergie. Il fait alors appel aux producteurs et aux consommateurs connectés au réseau pour qu'ils modifient très rapidement leur programme de fonctionnement prévu. Par un système d'offres à la hausse et à la baisse, les acteurs du marché disposant de réserves de flexibilité communiquent leurs conditions techniques et financières à RTE, qui sélectionne ensuite des offres en fonction de leur coût et de leurs contraintes pour assurer à tout instant l'ajustement.
Ce même mécanisme permet par ailleurs d'utiliser des offres pour résoudre des « congestions » localisées sur le réseau lorsque l'acheminement de l'énergie est entravé par des goulots d'étranglement. Ce problème locale est différent de l'ajustement offre-demande d'électricité, qui est par nature distribué, c'est-à-dire relatif à toute la zone de réglage de fréquence, voire à toute la zone synchrone.

## Dispatchings
Pour assurer la surveillance et la conduite du système électrique, RTE dispose de deux niveaux de centres de contrôle :
- niveau national : le Centre national d'exploitation du système (CNES ou dispatching national) ;
- niveau régional : les dispatchings régionaux des Centres d'exploitation.

Entre ces niveaux, ordres et informations circulent à travers un réseau téléphonique de sécurité. De plus, les systèmes de conduite sont interconnectés par le Réseau de transmission de sécurité. L'ensemble constitue le système de téléconduite, qui permet :
- l'observation du système (état des transits, fréquence, tension) ;
- la capacité de commander le fonctionnement des ouvrages ;
- le réglage centralisé de la fréquence et de la tension.

Ce système de téléconduite est assuré par des moyens redondants et indépendants des moyens de communication publics : le Réseau Optique de Sécurité, déployé sur les lignes aériennes de transport d'électricité (13 000 kilomètres de câbles optiques).